# Kennebec (Dakota du Sud)
Pour les articles homonymes, voir Kennebec.
La ville de Kennebec est le siège du comté de Lyman, situé dans le Dakota du Sud, aux États-Unis. Elle comptait 240 habitants au recensement de 2010.
Fondée en 1905, la municipalité s'étend sur 0,85 milles carrés (2,2 km2).

## Démographie
| 1910 | 1920 | 1930 | 1940 | 1950 | 1960 |
| ---- | ---- | ---- | ---- | ---- | ---- |
| 252  | 341  | 349  | 390  | 374  | 372  |

| 1970 | 1980 | 1990 | 2000 | 2010 | - |
| ---- | ---- | ---- | ---- | ---- | - |
| 372  | 334  | 284  | 286  | 240  | - |